# Andreas Bjercke
Andreas Hesselberg Bjercke (Kristiania, 2 de noviembre de 1883 – Oslo, 30 de julio de 1967) fue un arquitecto noruego. Junto con Georg Eliassen, dirigió la firma de arquitectura Bjercke og Eliassen desde 1914 hasta 1960.
En colaboración con Eliassen, recibió el diploma del fondo Houens cuatro veces y el premio Sundts en dos ocasiones.
En 1953, Bjercke fue nombrado Caballero de Primera Clase de la Orden de San Olaf.